# Pierre Dreuillon
Pierre Dreuillon est un comédien et directeur de théâtre français du XVIIIe siècle né à Paris à une date inconnue.
Les frères Parfaict écrivent sur lui cette notice : « Acteur Forain, Fils d'un Menuisier de la Villeneuve à Paris, abandonna la profession de son pere, pour entrer dans la Troupe de Bertrand, où il joua le rôle d'Arlequin. En quittant cet Entrepreneur, il s'associa avec des Comédiens de campagne, & courut avec eux de Province en Province. Les applaudissemens qu'on lui donna lui inspirèrent le dessein de se présenter au Théatre de la Comédie Françoise, où il débuta (le Samedi 22 décembre 1731 par les roles de Valet, dans les deux Comédies de l'Esprit follet & des Trois Freres Rivaux), sans pouvoir être reçu. Il s'offrit ensuite aux Entrepreneurs de l'Opéra Comique (les Sieurs de Vienne & Pontau), avec plus de succès, & y remplit les roles de caracteres. Le Sieur Drouillon débuta à l'Opéra Comique le Lundi 20 juillet 1733 dans la pièce intitulée Le Départ de l'Opéra Comique. Il a joué d'original Eraste, dans le Prince nocturne, le Petit Maître François, de l'Illustre Comédien ; Moulinet, dans la pièce de ce nom ; Barismus, des Jeunes Mariés ; Cornuero, du Comte de Belflor ; Pasquin, dans la Meuniere de qualité ; Aliboron, de la Veuve d'Asniere ; le Gascon, du Fossé du scrupule ; le Tabellion, du Cocq de Village, &c. jusqu'à la fin de la Foire S. Germain 1743. Il s'engagea ensuite dans la Troupe du Sieur Duchemin en Province, & revint à la Foire S. Laurent 1744. Il n'a abandonné ce Spectacle que pendant sa suppression. Aujourd'hui vivant ».
La troupe de Duchemin joue notamment à Strasbourg, Bordeaux et Toulouse. Dreuillon revient à Paris pour entrer dans la troupe de Favart à l’Opéra-Comique, qui comprend notamment le couple Durancy-Darimath, la Brillant et la Beauménard, les sieurs Lécluze, Paran et Térodak.
Dreuillon épouse avant 1746 Françoise-Josèphe Després, fille du comédien Louis Després dit Verneuil, puis ils jouent au Théâtre de la Monnaie de Bruxelles sous la direction de Favart.
Le couple est ensuite à Marseille en janvier 1750, à Nîmes en juin et juillet 1750, à Lille en octobre 1751, puis à Dijon de novembre 1752 à avril 1753, lorsque Lekain va y donner quelques représentations. Il dirige ensuite le théâtre de Rouen en 1754.
Les Dreuillon reviennent à Bruxelles en 1755.
Le couple se sépare ensuite, car Mme Dreuillon a une liaison en 1758 avec le comédien Esprit-Toussaint Audibert, dont elle se sépare bientôt. Enfin, elle aura une liaison avec Charles-Théodore de Bavière et sera faite comtesse de Parkstein. Elle meurt en 1765.
Dreuillon fait ensuite partie d'une troupe basée à Düsseldorf, dirigée par de Bersac, qui débute à Maastricht le 8 mai 1762 par Le Cid de Corneille, Le Gage touché de Panard et un ballet anonyme. Dreuillon y tient les rôles de financiers et de valets.
Voici ce qu'écrit Chevrier à propos du théâtre français de Düsseldorf : « Le Prince de Soubise a permis au Sieur Drouillon de s'attacher à son Quartier-Général où le Marquis de Voyer commande aujourd'hui, c'est ainsi que les François savent allier les Jeux au tumulte des armes [...]. Le Sr. Drouillon prépare quelques nouveautés, dont nous rendrons compte en son tems ; son Théatre est suivi moins il est vrai par la bonté de sa Troupe, que par l'ennui qui règne dans Dusseldorff, les Officiers qui ne se trouvent point en état d'entretenir les actrices leur ont permis de s'engraisser aux depens des Commis des vivres & des fourages, qui se sont engraissés eux-mêmes aux frais de tout le monde ».
La troupe se disperse ensuite et on perd sa trace.

## Note
1. ↑  Ou Drevillon, Dreuillion, Drouillon ; il signe généralement Dreuillion.
2. ↑  Voir l'article en allemand.